# Герб на Сърбия и Черна гора
Гербът на Съюзна република Югославия (от 2003 г. Сърбия и Черна гора) е приет през 1993 г.
Гербът има модерен дизайн и представлява комбинация на историческите гербове на Сърбия и Черна гора, поставени на червен щит и обединени от бял двуглав орел.